# بولانژ
بولانژ (به فرانسوی: Boulange) یک کمون در فرانسه است که در Canton of Fontoy واقع شده‌است.

## خصوصیات
بولانژ ۱۲٫۷۸ کیلومترمربع مساحت و ۲٬۲۷۲ نفر جمعیت دارد و ۲۸۶ متر بالاتر از سطح دریا واقع شده‌است.